# Піщане море Ребіана
Піщане море Ребіана (англ. Rebiana Sand Sea) — західна частина Лівійської пустелі в муніципалітеті Ель-Куфра в Киренаїці на сході Лівії.
В пустелі разом з Пісками Каланшо та Великою піщаною пустелею завдяки дії вітру утворюються дюни висотою до 110 м, що вкривають 25 % території Лівійської пустелі.